# Hua
Hua, monotipski biljni rod iz porodice Huaceae, dio reda ceceljolike (Oxalidales). Jedina je vrsta H. gaboni iz zapadne tropske Afrike gdje kod plemena Turumbu poznasta je kao lofiongi
Biljka je ljekovita, a njezin korijen koristi se kod liječenja astme.

## Opis
Hua gabonii je malo stablo koje raste u šipražju higrofilnih šuma, dosta uobičajeno, ima cvjetove koji se razvijaju na deblu i velikim granama. Plodovi sadrže velike sjemenke, poput divovske trešnje. Ova aromatična biljka pripada obitelji Huaceae, redu Violales i razredu Magnoliopsida. Zove se drvo češnjaka i lofiongi, longowu (dijalekt, okrug Tshopo, Demokratska Republika Kongo). Njegovi različiti dijelovi (kora, listovi, plodovi, sjemenke) koriste se u tradicionalnoj medicini, a posebno u hrani kao začini. Hua gabonii, kao i druge vrste iz obitelji Huacaceae, ograničena je na zapadnu i središnju Afriku. Literatura daje vrlo malo podataka o ovoj biljci i pokazuje da su kora i plodovi ove biljke bogati proteinima i esencijalnim aminokiselinama, pokazujući da ekstrakti njezinih plodova pokazuju antioksidativno djelovanje. Stoga je važno provođenje dubinskih istraživanja ove biljne vrste.
Rod je opisan u Études de systematique et de géographie botaniques sur la flore de Bas- et du Moyen-Congo 1: 288. 1906.